# Volvo XC60
Volvo XC60 – samochód osobowy typu SUV klasy średniej produkowany pod szwedzką marką Volvo od 2008 roku. Od 2017 roku produkowana jest druga generacja pojazdu.

## Pierwsza generacja

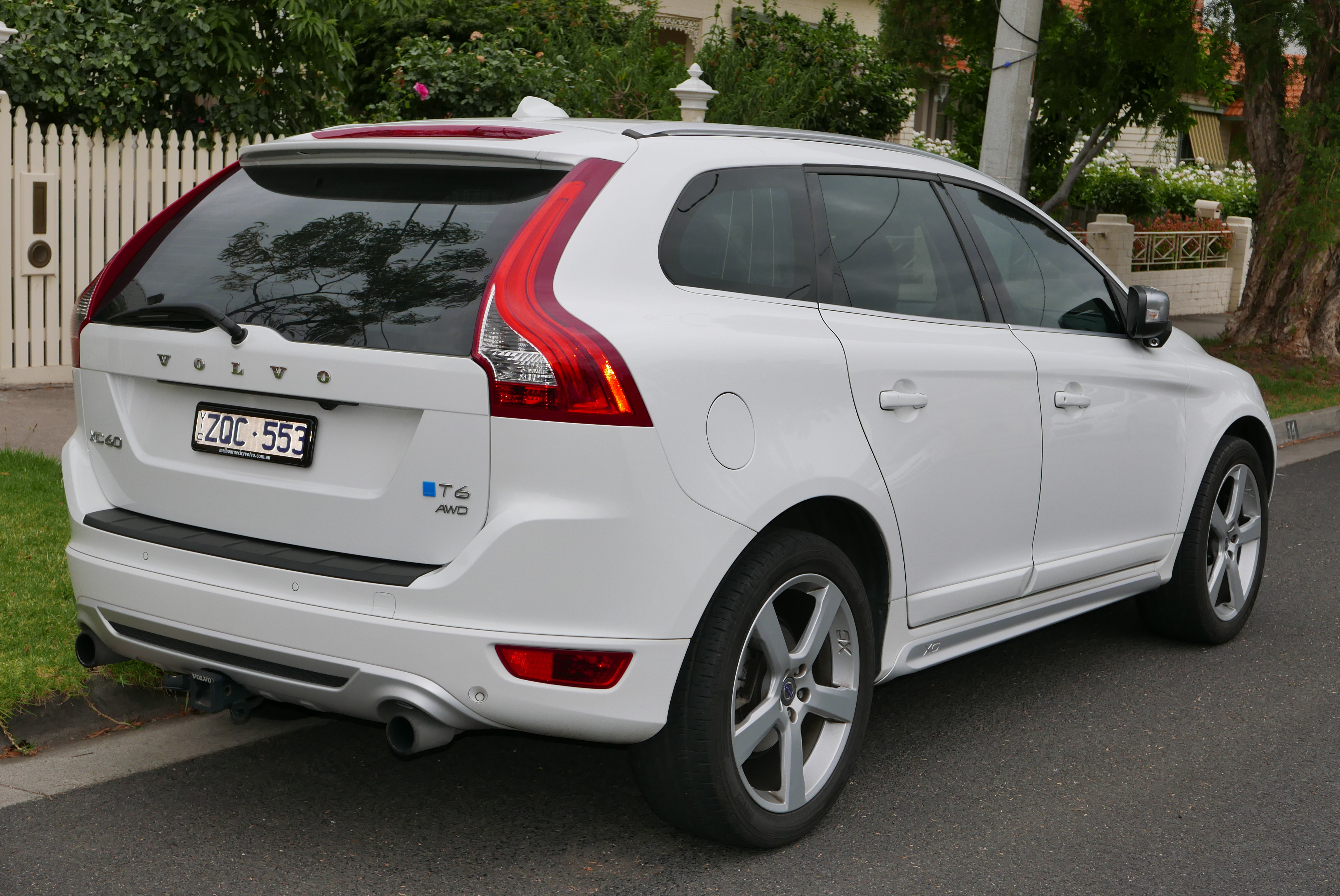
Volvo XC60 I - tył

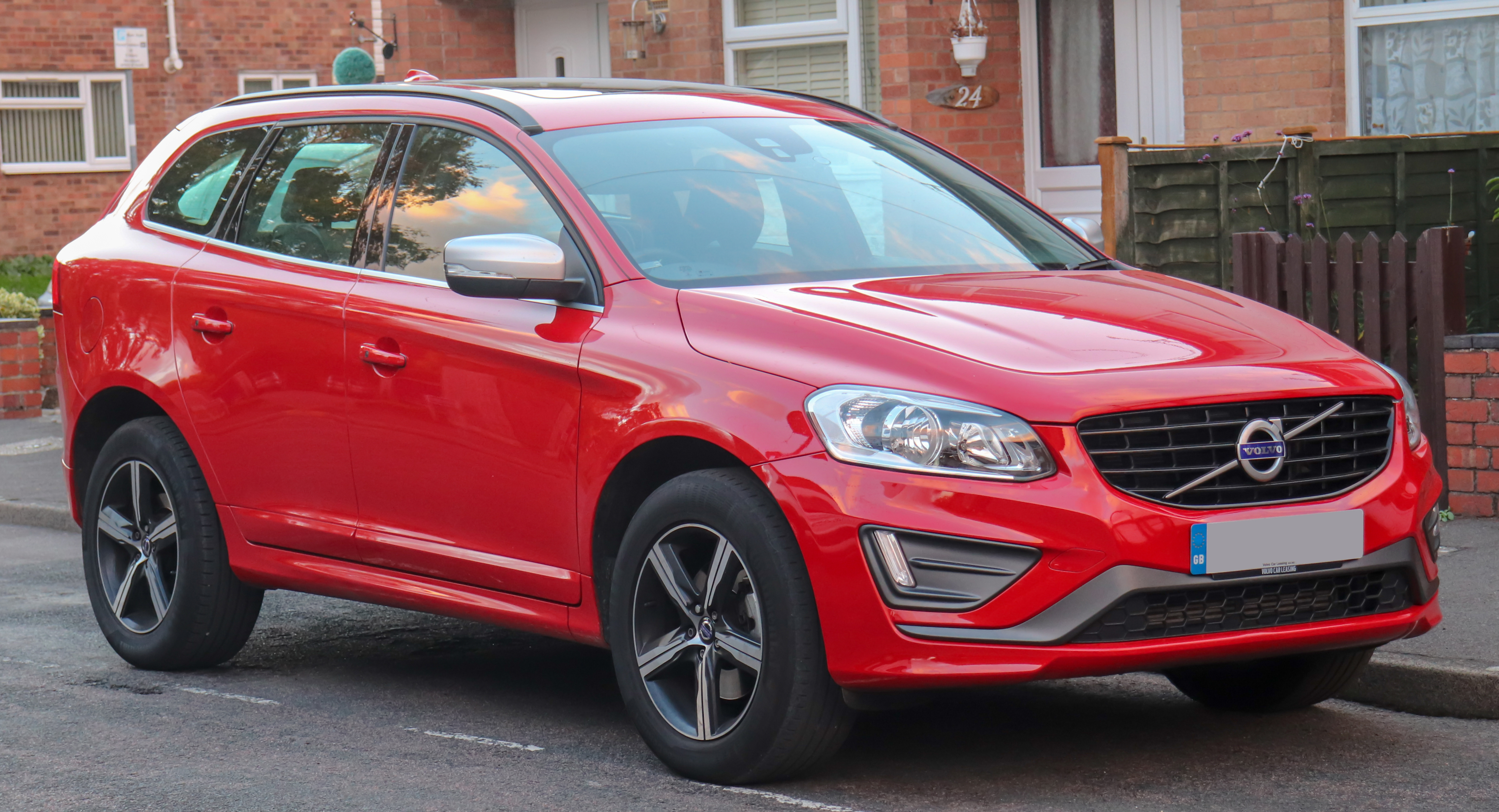
Volvo XC60 I po liftingu

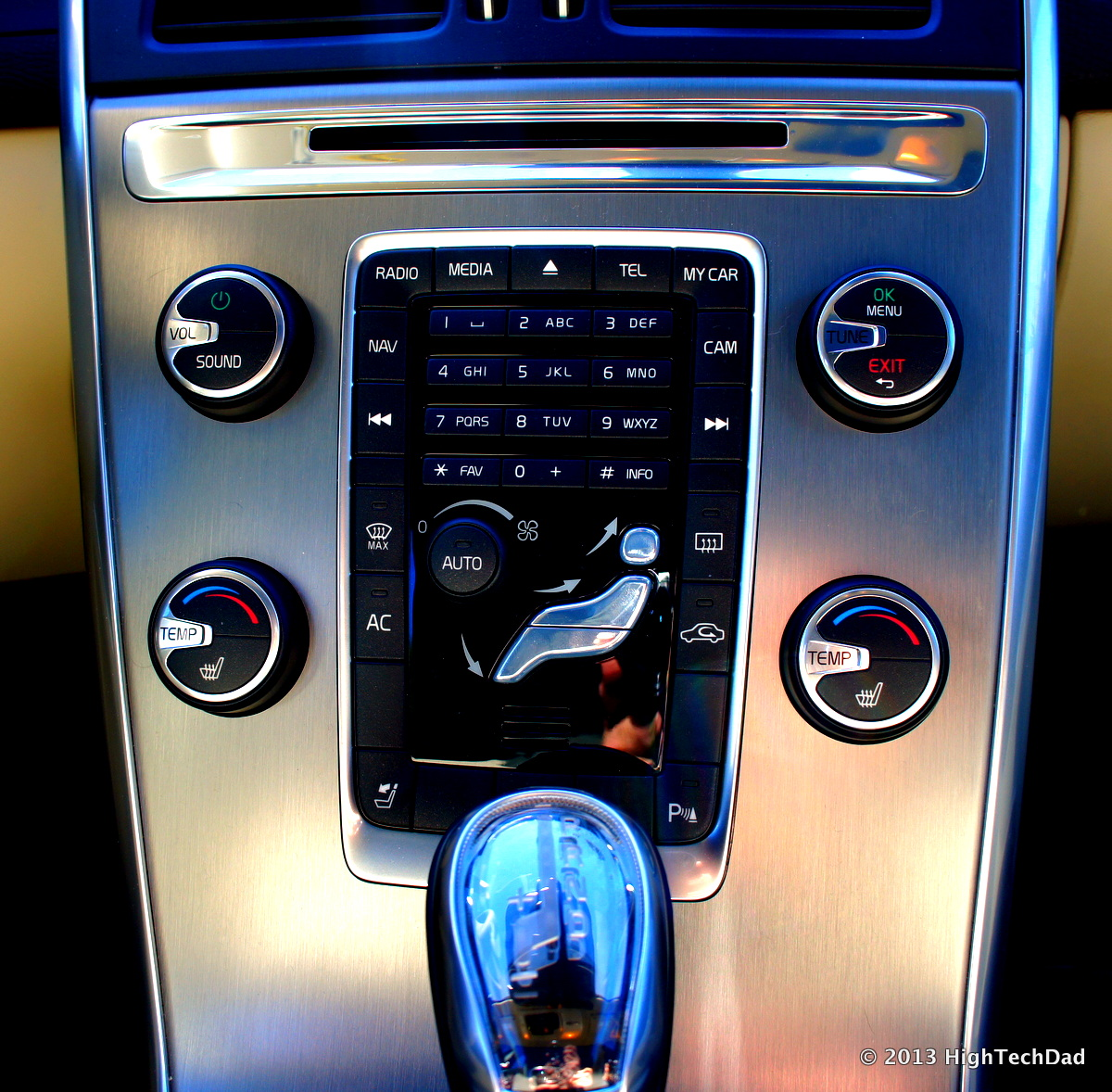
Panel konsoli centralnej w wersji przed liftingiem

Volvo XC60 I zostało po raz pierwszy oficjalnie zaprezentowane podczas targów motoryzacyjnych w Genewie w marcu 2008 roku.
Samochód po raz pierwszy w wersji koncepcyjnej zaprezentowano w styczniu 2007 roku podczas targów motoryzacyjnych w Detroit. Auto zbudowane zostało na bazie zaprojektowanej przez amerykański koncern motoryzacyjny Ford Motor Company płycie podłogowej EUCD, która wykorzystana została do zbudowania m.in. Forda Kuga oraz Mondeo, a także Volvo S60 i V60. Nadwozie pojazdu otrzymało dynamiczną, opływową oraz odważną stylizację.
Początkowo pojazd oferowany był wyłącznie w wersji z napędem na cztery koła oraz z układem wspomagania City Safety, który pozwala uniknąć stłuczki w mieście przy poruszaniu się poniżej 30 km/h. W 2010 roku zaprezentowana została ekologiczna wersja pojazdu o nazwie DRIVe z napędem na przednią oś.
W 2013 roku auto przeszło face lifting. Zmodyfikowany został m.in. przód pojazdu, gdzie umieszczona została zupełnie nowa atrapa chłodnicy, reflektory przednie, maska oraz zderzak. Przy okazji liftingu wprowadzone zostały nowe kolory nadwozia oraz 20-calowe alufelgi. We wnętrzu pojazdu zastosowane zostały nowe zegary, kolory tapicerek oraz wykończenia wnętrza. Modele wyposażone w napęd przedni doposażone zostały w system torque vectoring, który dba o odpowiedni rozdział momentu obrotowego między przednimi kołami podczas pokonywania zakrętów.
W 2016 roku sprzedano w Polsce 3202 egzemplarze Volvo XC60, dzięki czemu zajął 34 lokatę wśród najchętniej wybieranych samochodach w kraju.

### Wersje wyposażeniowe
- Base
- Kinetic
- Momentum
- Summum
- ES
- SE
- SE LUX
- Inscription
- Inscription Polestar
- Summum Polestar
- R-Design
- Ocean Race

Standardowe wyposażenie pojazdu obejmuje m.in. 6 poduszek powietrznych, system ABS z EBD, DSTC, układ wspomagania nagłego hamowania, system kontroli trakcji, system kontroli trakcji w zakręcie, układ EBL ostrzegający innych kierowców o gwałtownym hamowaniu, a także system City Safety, elektryczne sterowanie szyb oraz elektryczne sterowanie lusterek, dwustrefową klimatyzację automatyczną, wielofunkcyjną kierownicę, światła do jazdy dziennej wykonane w technologii LED, system szybkiego nagrzewania wnętrza, funkcję stabilizacji auta podczas holowania przyczepy, czujniki dostosowania prędkości do poprzedzającego pojazdu, system stabilizacji przechyłu (RSC), układ wspomagania awaryjnego hamowania (EBA), system SIPS oraz WHISP, 6-głośnikowy system audio z odtwarzaczem CD oraz złączem AUX, komputer pokładowy, tempomat, autoalarm Volvo Guard z czujnikiem przechyłu oraz masowym czujnikiem ruchu, oświetlenie asekuracyjne, system ISOFIX, system inteligentnego informowania kierowcy (IDIS), elektroniczny hamulec postojowy, a także zapożyczony z Land Rovera Freelandera system HDC kontrolujący pokonywanie wzniesień.
Opcjonalnie pojazd wyposażony może być także m.in. w 8-głośnikowy system audio ze złączem USB, zestawem głośnomówiącym oraz Bluetooth, czujniki parkowania, elektrycznie sterowaną pokrywę bagażnika, czujnik deszczu, elektrycznie sterowany fotel kierowcy, elektrycznie składane lusterka boczne, fotochromatyczne lusterko wsteczne, skórzaną tapicerkę, adaptacyjne reflektory ksenonowe, nawigację satelitarną z 7-calowym ekranem dotykowym, elektrycznie sterowane okno dachowe, kamerę cofania, a także system LDW ostrzegający przed niekontrolowaną zamianą pasa ruchu, system rozpoznawania znaków drogowych, aktywne światła drogowe, system Collision Warning, układ ostrzegający o dekoncentracji kierowcy oraz układ monitorujący martwe pole - BLIS, a także aktywny tempomat, czujniki deszczu, system ogrzewania parkingowego, podgrzewane tylne siedzenia, podgrzewane dysze spryskiwaczy, podgrzewaną kierownicę, 12-głośnikowy system audio Harman Kardon, usługę Volvo On Call, cyfrowy tuner TV oraz tuner radia cyfrowego DAB.

### Silniki
| Wersja                | Oznaczenia silnika: | Pojemność skokowa:               | Układ zasilania:   | Średnica × skok tłoka: | St. sprężania:     | Moc maksymalna:                     | Maks. moment obrotowy             | 0–100 km/h:        | V-max:             | Norma emisji spalin: |
| Silniki benzynowe:    | Silniki benzynowe:  | Silniki benzynowe:               | Silniki benzynowe: | Silniki benzynowe:     | Silniki benzynowe: | Silniki benzynowe:                  | Silniki benzynowe:                | Silniki benzynowe: | Silniki benzynowe: | Silniki benzynowe:   |
| --------------------- | ------------------- | -------------------------------- | ------------------ | ---------------------- | ------------------ | ----------------------------------- | --------------------------------- | ------------------ | ------------------ | -------------------- |
| T                     | b.d.                | R4 2.0 (1999 cm³), DOHC, turbo   | wtrysk             | 83,00 x 92,00 mm       | 9,3:1              | 203 KM (149 kW) przy 6000 obr./min. | 300 Nm przy 1750 - 4000 obr./min. | 8,9 s              | 205 km/h           | Euro 5               |
| T5                    | B4204T7             | R4 2.0 (1999 cm³), DOHC, turbo   | wtrysk             | 87,5 x 83,1 mm         | 10,0:1             | 240 KM (177 kW) przy 5500 obr./min. | 320 Nm przy 1800 - 5000 obr./min. | 8,1 s              | 210 km/h           | Euro 5               |
| T5                    | B4204T11            | R4 2.0 (1969 cm³), DOHC, turbo   | wtrysk             | 82,00 x 93,2 mm        | b.d.               | 245 KM (180 kW) przy 5500 obr./min. | 350 Nm przy 1500 - 4800 obr./min. | 7,2 s              | b.d.               | Euro 6               |
| T6                    | B4204T9             | R4 2.0 (1969 cm³), DOHC, turbo   | wtrysk             | 82,00 x 93,2 mm        | 9,3:1              | 306 KM (225 kW) przy 5700 obr./min. | 400 Nm przy 2100 - 4500 obr./min. | 6,9 s              | b.d.               | Euro 6               |
| T6                    | B6304T2             | R6 3.0 (2953 cm3), DOHC, turbo   | wtrysk             | 82,00 x 93,2 mm        | 9,3:1              | 285 KM (210 kW) przy 5600 obr./min. | 400 Nm przy 1500 – 4800 obr./min/ | 7,5 s              | 210 km/h           | Euro 5               |
| T6                    | B6304T4             | R6 3.0 (2953 cm3), DOHC, turbo   | wtrysk             | 82,00 x 93,2 mm        | b.d.               | 304 KM (224 kW) przy 5600 obr./min. | 440 Nm przy 2100 - 4200 obr./min. | 6,9 s              | 210 km/h           | Euro 5               |
| 3.2                   | b.d.                | R6 3.2 (3192 cm³), DOHC          | wtrysk             | 84,00 x 96,00 mm       | 10,8:1             | 243 KM (179 kW) przy 6400 obr./min. | 320 Nm przy 3200 obr./min.        | 9,1 s              | 210 km/h           | Euro 5               |
| Silniki wysokoprężne: |                     |                                  |                    |                        |                    |                                     |                                   |                    |                    |                      |
| 2.4D                  | D5244T5             | R5 2.4 l (2400 cm³), DOHC, turbo | common rail        | 81,00 mm × 93,15 mm    | 17,3:1             | 163 KM (120 kW) przy 4000 obr./min. | 340 Nm przy 1750 - 2750 obr./min. | 8,1 s              | 215 km/h           | b.d                  |
| 2.4D                  | D5244T16            | R5 2.4 l (2400 cm³), DOHC, turbo | common rail        | 81,00 mm × 93,15 mm    | 17,3:1             | 163 KM (120 kW) przy 4000 obr./min. | 420 Nm przy 1750 - 3000 obr./min. | b.d.               | b.d.               | b.d                  |
| D3                    | D5204T7             | R5 2.0 (1984 cm³), DOHC, turbo   | common rail        | 81,00 x 77,00 mm       | b.d.               | 136 KM (100 kW) przy 3500 obr./min. | 350 Nm przy 1500 - 2250 obr./min. | 11,2 s             | b.d.               | Euro 5               |
| D3                    | D5204T2             | R5 2.0 l (1984 cm³), DOHC, turbo | common rail        | 81,00 mm × 77,00 mm    | 17,3:1             | 163 KM (120 kW) przy 2900 obr./min. | 400 Nm przy 1400 - 2850 obr./min. | 10,3 s             | 195 km/h           | Euro 5               |
| D3                    | D4204T4             | R4 2.0 l (1969 cm³), DOHC, turbo | common rail        | 82,00 mm × 93,20 mm    | 15,8:1             | 150 KM (110 kW) przy 4250 obr./min. | 400 Nm przy 1750 - 2500 obr./min. | b.d.               | b.d.               | b.d.                 |
| D4                    | D5204T3             | R5 2.0 l (1984 cm³), DOHC, turbo | common rail        | 81,00 mm × 77,00 mm    | b.d                | 163 KM (120 kW) przy 3500 obr./min. | 400 Nm przy 1500 - 2750 obr./min. | 10,3 s             | b.d.               | Euro 5               |
| D4                    | D4204T5             | R4 2.0 l (1969 cm³), DOHC, turbo | common rail        | 82,00 mm × 93,20 mm    | b.d                | 181 KM (133 kW) przy 4250 obr./min. | 400 Nm przy 1750 - 2500 obr./min. | 8,5 s              | b.d.               | Euro 6               |
| D4                    | D4204T14            | R4 2.0 l (1969 cm³), DOHC, turbo | common rail        | 82,00 mm × 93,20 mm    | 15,8:1             | 190 KM (140 kW) przy 4250 obr./min. | 400 Nm przy 1750 - 2500 obr./min. | b.d.               | b.d.               | b.d.                 |
| D4 AWD                | D5244T17            | R5 2.4 l (2400 cm³), DOHC, turbo | common rail        | 81,00 mm × 93,15 mm    | 16,5:1             | 163 KM (120 kW) przy 4000 obr./min. | 420 Nm przy 1500 - 2500 obr./min. | b.d                | b.d                | Euro 5               |
| D4 AWD                | D5244T12            | R5 2.4 l (2400 cm³), DOHC, turbo | common rail        | 81,00 mm × 93,15 mm    | 16,5:1             | 181 KM (133 kW) przy 4000 obr./min. | 420 Nm przy 1500 - 2500 obr./min. | b.d                | b.d                | b.d                  |
| D4 AWD                | D5244T21            | R5 2.4 l (2400 cm³), DOHC, turbo |                    |                        | b.d                | 190/4000                            | 440/1500-2750                     | 8.9                | 225                | Euro 6               |
| D5                    | D5244T4             | R5 2.4 l (2400 cm³), DOHC, turbo | common rail        | 81,00 mm × 93,15 mm    | 17,3:1             | 185 KM (136 kW) przy 4000 obr./min. | 400 Nm przy 2000 - 2750 obr./min. | b.d                | b.d                | b.d                  |
| D5                    | D5244T10            | R5 2.4 l (2400 cm³), DOHC, turbo | common rail        | 81,00 mm × 93,15 mm    | 16,5:1             | 205 KM (151 kW) przy 4000 obr./min. | 420 Nm przy 1500 - 3250 obr./min. | b.d                | b.d                | b.d                  |
| D5                    | D5244T11            | R5 2.4 l (2400 cm³), DOHC, turbo | common rail        | 81,00 mm × 93,15 mm    | 16,5:1             | 215 KM (158 kW) przy 4000 obr./min. | 420 Nm przy 1500 - 3250 obr./min. | 8,1 s              | 215 km/h           | Euro 6               |
| D5                    | D5244T15            | R5 2.4 l (2400 cm³), DOHC, turbo | common rail        | 81,00 mm × 93,15 mm    | 16,5:1             | 215 KM (158 kW) przy 4000 obr./min. | 440 Nm przy 1500 - 3000 obr./min. | 8,1 s              | 215 km/h           | Euro 5               |
| D5                    | D5244T22            | R5 2.4 l (2400 cm³), DOHC, turbo | common rail        | 81,00 mm × 93,15 mm    | 16,5:1             | 220 KM (162 kW) przy 4000 obr./min. | 420 Nm przy 1500 - 3500 obr./min. | b.d.               | b.d.               | b.d.                 |
| D5                    | D5244T20            | R5 2.4 l (2400 cm³), DOHC, turbo | common rail        | 81,00 mm × 93,15 mm    | 16,5:1             | 220 KM (162 kW) przy 4000 obr./min. | 440 Nm przy 1500 - 3000 obr./min. | b.d.               | b.d.               | b.d.                 |

## Druga generacja

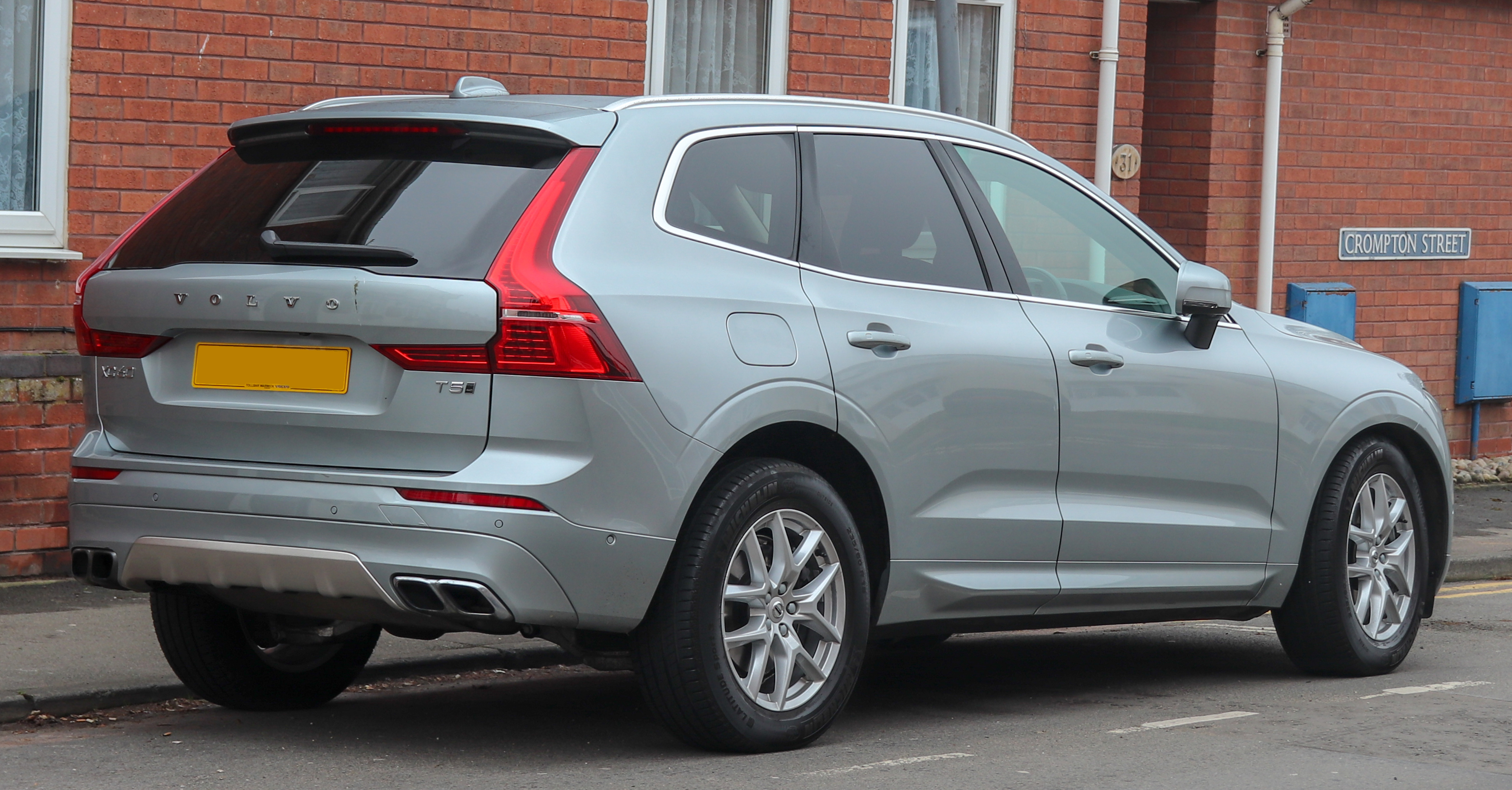
Volvo XC60 II - tył przed liftingiem

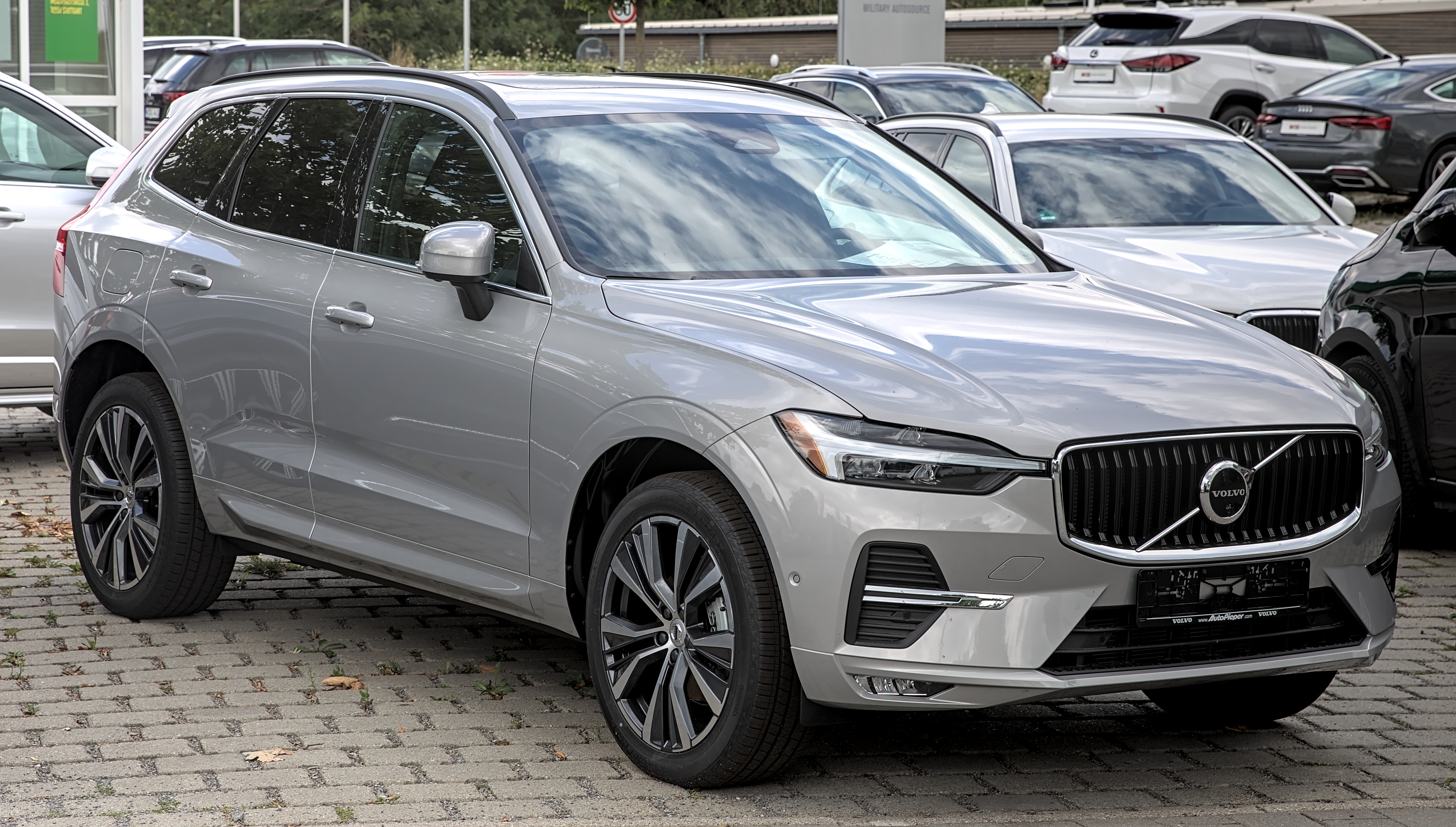
Volvo XC60 II - po pół-liftingu (MY2022)

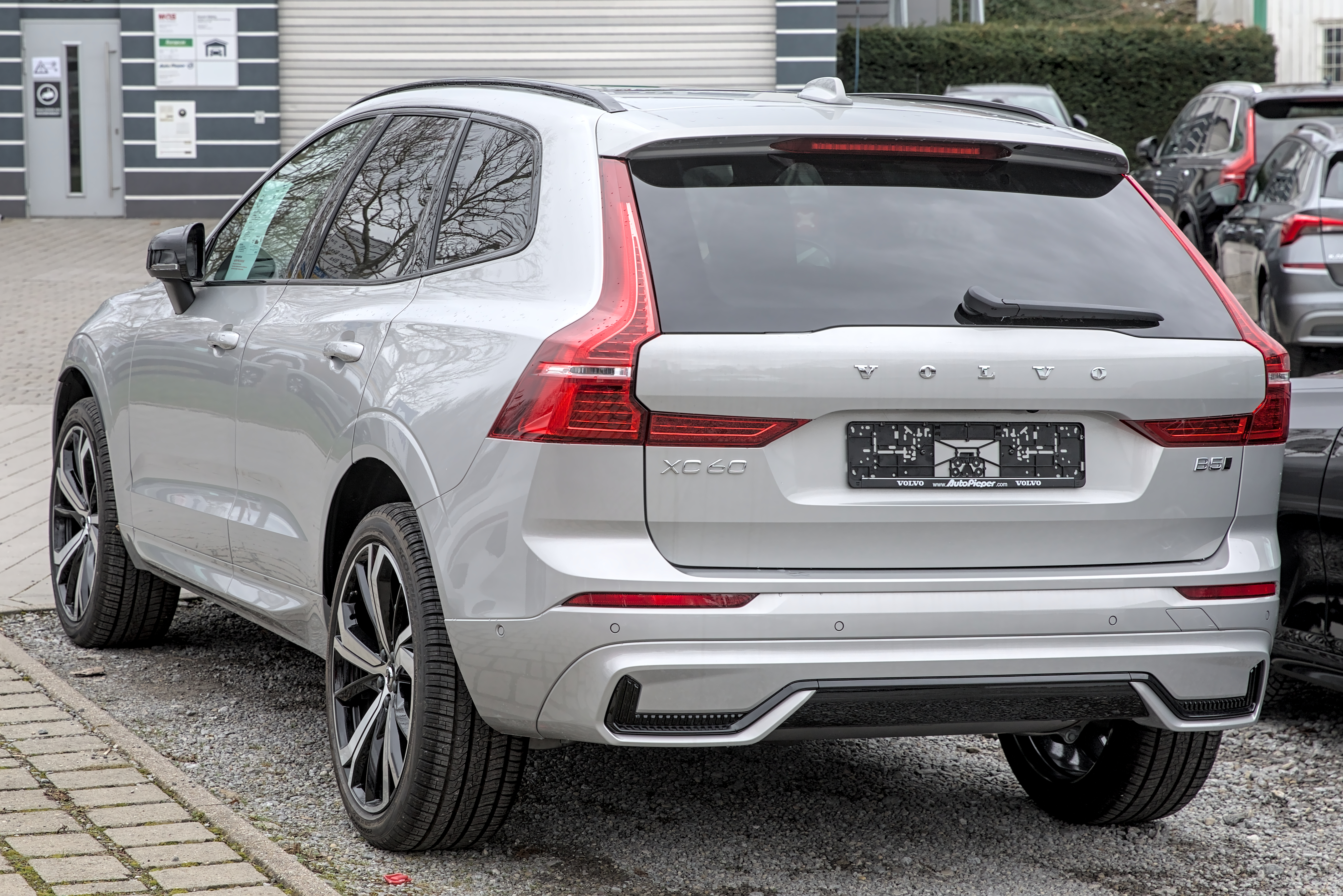
Volvo XC60 II - tył po liftingu

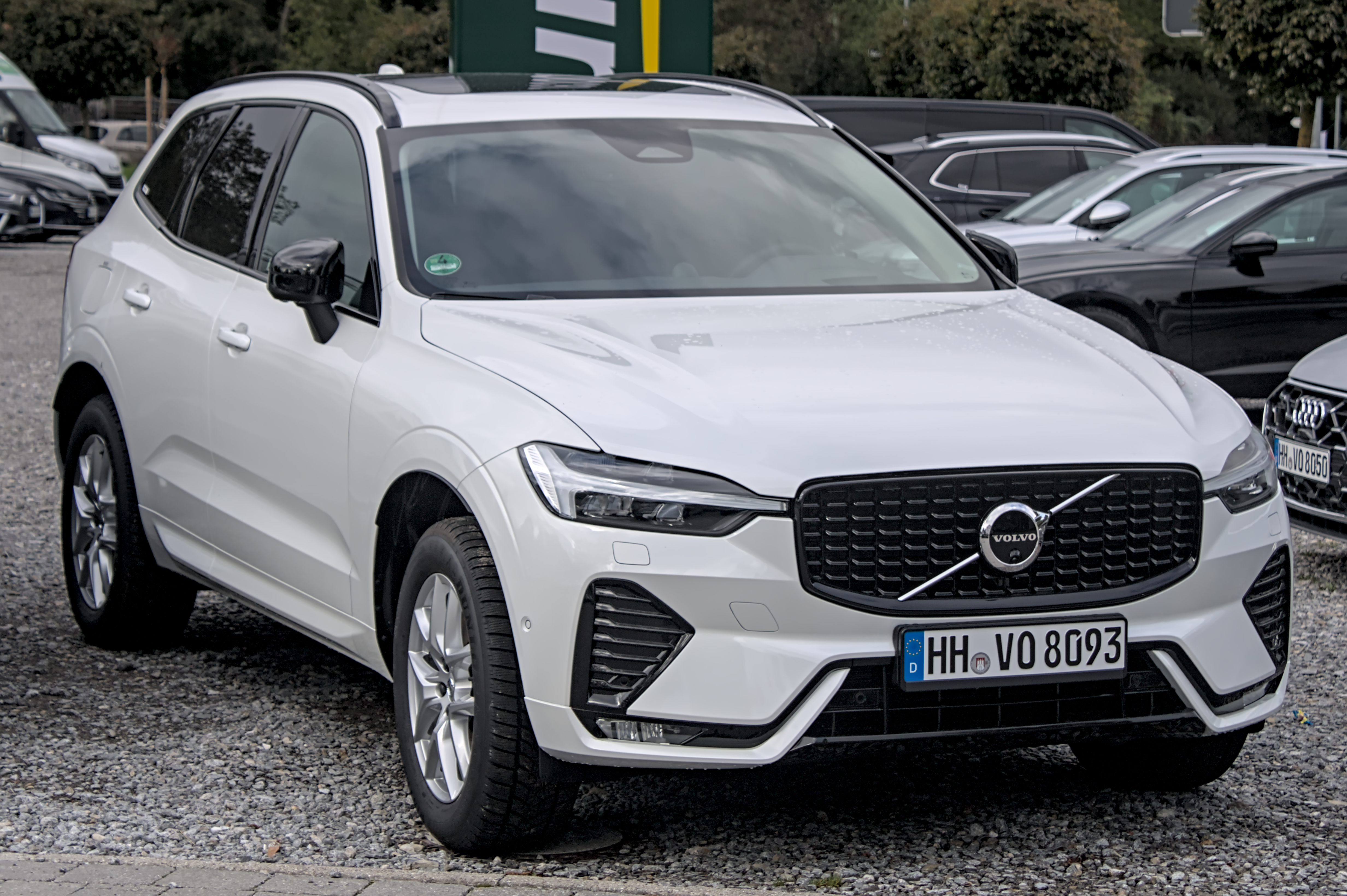
Volvo XC60 II - po pełnym liftingu (wersja Dark) (po 2022)

Volvo XC60 II zostało po raz pierwszy oficjalnie zaprezentowane podczas targów motoryzacyjnych w Genewie w marcu 2017 roku.
Auto zbudowane zostało na bazie modułowej płyty podłogowej SPA (Scalable Product Architecture), która wykorzystana została do budowy m.in. drugiej generacji modelu XC90, a także modeli S90 i V90.
Charakterystycznym elementem pojazdu jest przód podobny do zastosowanego po raz pierwszy w drugiej generacji modelu XC90. Podobnie jak pierwowzór, pojazd otrzymał światła do jazdy dziennej wykonane w technologii LED w kształcie położonej litery "T", która nawiązuje do młota Thora. Tylne lampy pojazdu zostały wkomponowane w układ przetłoczeń klapy bagażnika i  otrzymały kształt litery "C".
Centralnym elementem stylizacji wnętrza pojazdu jest umieszczony na środku duży tablet, który zastąpił standardowe przyciski i przełączniki.
W 2018 roku sprzedano w Polsce 4353 egzemplarze Volvo XC60, dzięki czemu zajął 29 lokatę wśród najchętniej wybieranych samochodach w kraju. W 2025 roku uzyskał 1-szą pozycje w rankingu ilości sprzedanych egzemplarzy przebijając tym samym znane i kochane przez fanatyków marki Volvo 240 przekraczając próg 2,7 mln sprzedanych egzemplarzy.
Volvo XC60 drugiej generacji otrzymało przejsciowy lifting w 2022 roku, odznaczało się to nowym wyglądem zegarów, nowym systemem Infotainment, opartym na systemie Google Automotive, zderzakami z polifitingowych modelów w wersji Bright oraz nową gałkę zmiany biegów wykonaną z kryształu, zachowując ogranicznik prędkości na 210km/h. Pełen lifting nastapil w 2023 roku, zaś w roku 2025 nastapił lifting tzw. desingerski. Zmiany obejmują kosmetyczne odświerzenie w wyglądzie, takie jak nowy grill z ukośnymi liniami, nowe wzory felg i kolory nadwozia (Forest Lake, Aurora Silver i Mulberry Red). Reflektory LED pozostały niezmienione, ale tylne lampy zostały przyciemnione. W ofercie są trzy hybrydowe wersje silnikowe, podstawowa B5 Mild hybrid o mocy 250 KM, T6 Plug-in Hybrid o mocy 310KM oraz T8 Plug-in Hybrid o mocy 455KM, każda z napedem AWD (hybrydy Plug-in eAWD) oraz z 8-biegową skrzynia biegów.

### Wersje wyposażeniowe (Przedlift)
- Momentum
- Inscription
- R-Design

Standardowe wyposażenia podstawowej wersji Momentum obejmuje m.in. system ABS i ESP, układ wspomagania hamowania w mieście (City Safety) doposażony w funkcję przejęcia kierownicy, jeśli awaryjne hamowanie okazać by się miało mało skuteczne; elektryczne sterowanie szyb, elektryczne sterowanie lusterek, 18-calowe alufelgi, tempomat, czujniki cofania, reflektory wykonane w technologii LED, tapicerkę winylowo-tekstylną, a także system audio wyposażony w 9-calowy ekran dotykowy, łączność Bluetooth oraz możliwość podłączenia internetu.
Bogatsza wersja Inscription dodatkowo wyposażona została m.in. w skórzaną tapicerkę, elektrycznie sterowane fotele przednie, 12,3-calowy ekran zamiast tradycyjnych zegarów, możliwość regulacji trybu jazdy. Samochód sprzedawany jest w 6 różnych konfiguracjach: Essential, Core, Plus Bright, Plus Dark, Ultimate Bright i Ultimate Dark.

### Silniki
Samochód wyposażono w silniki z gamy Drive-E, w które wyposażone zostały inne sztandarowe pojazdy marki. Volvo XC60 Recharge został wyposażony w silnik w wersji Plug-In.
| Silnik                | Oznaczenie silnika | Pojemność skokowa [cm³]                                | Typ silnika        | Układ zasilania    | Moc maksymalna [KM] (kW) przy obr/min                                     | Maks. moment obrotowy [Nm] przy obr/min                         | Przyspieszenie 0–100 km/h [s] | Prędkość maks. [km/h] | Średnie zużycie paliwa [l/100km] | Emisja CO2 [g/km]  |
| Silniki benzynowe:    | Silniki benzynowe: | Silniki benzynowe:                                     | Silniki benzynowe: | Silniki benzynowe: | Silniki benzynowe:                                                        | Silniki benzynowe:                                              | Silniki benzynowe:            | Silniki benzynowe:    | Silniki benzynowe:               | Silniki benzynowe: |
| --------------------- | ------------------ | ------------------------------------------------------ | ------------------ | ------------------ | ------------------------------------------------------------------------- | --------------------------------------------------------------- | ----------------------------- | --------------------- | -------------------------------- | ------------------ |
| T4                    | B4204T31           | 2.0 Turbo (1969 cm³)                                   | R4                 | wtrysk bezpośredni | 190 (140)/ 5000                                                           | 300 / 1600-4000                                                 | b.d.                          | b.d.                  | b.d.                             | b.d.               |
| T4                    | B4204T44           | 2.0 Turbo (1969 cm³)                                   | R4                 | wtrysk bezpośredni | 190 (140)/ 5000                                                           | 350 / 1400-4000                                                 | b.d.                          | b.d.                  | b.d.                             | b.d.               |
| T5/T5 AWD             | B4204T23           | 2.0 Turbo (1969 cm³)                                   | R4                 | wtrysk bezpośredni | 254 (187)/ 5500                                                           | 350 / 1500-4800                                                 | 6,8 sek                       | 220 km/h              | 7,3                              | b.d.               |
| T5/T5 AWD             | B4204T26           | 2.0 Turbo (1969 cm³)                                   | R4                 | wtrysk bezpośredni | 250 (184)/ 5500                                                           | 350 / 1800-4800                                                 | b.d.                          | b.d.                  | b.d.                             | b.d.               |
| T5 AWD                | B4204T20           | 2.0 Turbo (1969 cm³)                                   | R4                 | wtrysk bezpośredni | 249 (183)/ 5500                                                           | 350 / 1500-4500                                                 | b.d.                          | b.d.                  | b.d.                             | b.d.               |
| T6 AWD                | B4204T27           | 2.0 Turbo Kompresor (1969 cm³)                         | R4                 | wtrysk bezpośredni | 320 (236 kW) / 5700                                                       | 400 / 2200 - 5400                                               | 5,9 sek                       | 230 km/h              | 7,7                              | b.d.               |
| T6 AWD                | B4204T29           | 2.0 Turbo Kompresor (1969 cm³)                         | R4                 | wtrysk bezpośredni | 310 (228 kW) / 5700                                                       | 400 / 2200 - 5100                                               | b.d.                          | b.d.                  | b.d.                             | b.d.               |
| Silniki wysokoprężne: |                    |                                                        |                    |                    |                                                                           |                                                                 |                               |                       |                                  |                    |
| D3                    | D4204T4            | 2.0 TwinTurbo (1969 cm3)                               | R4                 | wtrysk Common rail | 150 (110) / 4250                                                          | 350 / 1500-2500                                                 | 10,2 sek                      | 192 km/h              | 5,0                              | b.d.               |
| D4                    | D4204T7            | 2.0 TwinTurbo (1969 cm³)                               | R4                 | wtrysk common-rail | 163 (120) / 4250                                                          | 400 / 1750-2500                                                 | b.d                           | 205 km/h              | b.d                              | b.d                |
| D4/D4 AWD             | D4204T14           | 2.0 TwinTurbo (1969 cm³)                               | R4                 | wtrysk common-rail | 190 (140) / 4250                                                          | 400 / 1750-2500                                                 | 8,4 sek                       | 205 km/h              | 5,2                              | b.d                |
| D5                    | D4204T23           | 2.0 TwinTurbo (1969 cm³)                               | R4                 | wtrysk common-rail | 235 (173) / 4000                                                          | 480 / 1750 - 2250                                               | 7,2 sek                       | 220 km/h              | 5,5                              | b.d.               |
| Silnik hybrydowe:     |                    |                                                        |                    |                    |                                                                           |                                                                 |                               |                       |                                  |                    |
| T8 Twin Engine        | B4204T35           | T6 2.0 Turbo Kompresor (1969 cm³) + Silnik elektryczny | R4                 | wtrysk bezpośredni | Silnik benzynowy: 320 (236) / 5700 Silnik elektryczny: 87 Łączna moc: 407 | Silnik benzynowy: 400 / 2200 - 4500 Łączny moment obrotowy: 240 | 5,3                           | 230 km/h              | 2,1                              | b.d.               |